# エウフロシネ (小惑星)
エウフロシネ (31 Euphrosyne) は、太陽系の比較的大きな小惑星のひとつ。火星と木星の間の軌道を公転している。
2020年の観測（下参照）により、球形に近い形状であること、大きなクレーターは見られないことが判明した。衛星の存在から重量は(1.7±0.3)×1019 kg、密度は 1.7±0.2 g/cm3と算出された。エウフロシネの密度が低い理由としては、約20%が氷でできているためと考えられている。 

## 命名
エウフロシネは北アメリカ大陸で初めて発見された小惑星であるが、その名称はギリシア神話に登場する、美と優雅の女神カリスたち（カリテス）三美神の一柱、エウプロシュネーのラテン語表記に由来する。エウプロシュネとは「喜び」を意味する。

## エウフロシネ族
エウフロシネは小惑星帯の中の、同様のスペクトル特性と軌道要素を共有する約2,000個の小惑星族の中心とされる。それらは約2億8000万年前の衝突で生じたと考えられている。すべてのメンバーは比較的高い軌道傾斜角を持つ。このグループで2番目に大きい（895）ヘリオは、おそらく軌道に侵入したと考えられる。

## 衛星
2019年、ハッブル宇宙望遠鏡による観測で衛星が発見された。公転周期は1.2日、軌道長半径は670 kmと見積もられた。
2020年には超大型望遠鏡VLTのSPHERE（補償光学装置）とZIMPOL（チューリッヒイメージング偏光計）によるエウフロシネと衛星の観測が行われ、衛星の大きさが約4㎞であることが判明した（アルベドがエウフロシネと同じと仮定した場合）。